# Eupithecia corralensis
Eupithecia corralensis es una especie de polilla de la familia Geometridae. La especie fue descrita por primera vez por Arthur Gardiner Butler habiendo sido descrita en 1882, con distribución en la Región de Los Lagos (Provincia de Valdivia) en Chile. El hábitat consiste en el extremo norte de la Provincia Biótica del Bosque Valdiviano. El sintipo de la especie fue descrita en los alrededores del sector Corral.

## Descripción
Es una polilla pequeña siendo la longitud de las alas anteriores de unos 8 milímetros (0,3 plg) en los machos. Las alas anteriores son de color marrón oscuro a marrón negruzco con escamas de color blanco grisáceo, formando varias líneas delgadas e irregulares y onduladas. Las alas traseras son de color gris parduzco. Se han registrado adultos volando en febrero.